# Шодерол
Шодерол (фр. Chaudeyrolles) насеље је и општина у централној Француској у региону Оверња, у департману Горња Лоара која припада префектури Пиј ан Веле.
По подацима из 2011. године у општини је живело 101 становника, а густина насељености је износила 5,34 становника/km². Општина се простире на површини од 18,9 km². Налази се на средњој надморској висини од 1280 метара (максималној 1.720 m, а минималној 1.124 m).

## Демографија
| 1962. | 1968. | 1975. | 1982. | 1990. | 1999. | 2011. |
| ----- | ----- | ----- | ----- | ----- | ----- | ----- |
| 241   | 306   | 217   | 162   | 110   | 108   | 101   |

График промене броја становника у току последњих година